# Emily Loizeau
Emily Loizeau (Neuilly-sur-Seine, 7 febbraio 1975) è una cantautrice e compositrice francese.

## Biografia
Emily Loizeau nasce a Neuilly-sur-Seine nel 1975 da padre francese e madre inglese; sua nonna materna è l'attrice britannica vincitrice di un oscar Peggy Ashcroft. 
Ha cominciato a studiare il piano all'età di cinque anni dedicando diversi anni allo studio della musica classica per poi interessarsi per tre anni al teatro facendo da assistente al compositore e direttore di scena greco Georges Aperghis. Nel 2001, all'età di 26 anni, Emily decide di intraprendere la carriera di cantautrice autoproducendo il proprio disco d'esordio.
Il suo bilinguismo le permette di scrivere sia in francese sia in inglese; tra gli artisti che l'hanno influenzata troviamo Georges Brassens, Bob Dylan, i Beatles, Tom Waits, Nina Simone, Randy Newman, ai quali s'affiancano Bach, Schubert ed il cantautore francese Renaud di cui è appassionata sin dagli undici anni.
La potenza espressiva - allo stesso tempo melodiosa e selvaggia - delle sue canzoni è strettamente legata all'accortezza musicale del contrabbassista e violoncellista Olivier Koundouno che l'accompagna nelle esibizioni e nei dischi.

## Discografia

### Album
- 2005: La folie en tête(autoprodotto)
- 2006: L'autre bout du monde
- 2007: Emily Loizeau au Grand Rex (dal vivo)
- 2009: Colonna sonora del film comico "King Guillaume"
- 2009: Pays sauvage
- 2012: Mothers & Tygers
- 2014: Revisited: Piano Cello Sessions - with Olivier Koundouno on violincello
- 2016: Mona
- 2017: Origami
- 2020: Run Run Run (Hommage à Lou Reed)
- 2021: Icare (2021)